# Jurij Budanow
Jurij Dmitrijewicz Budanow (ur. 24 listopada 1963 w Charcysku, zm. 10 czerwca 2011 w Moskwie) – radziecki i rosyjski wojskowy (pułkownik), zbrodniarz wojenny.

## Życiorys
Od 1981 roku pełnił służbę w Armii Radzieckiej. Ukończył szkołę wojsk pancernych w Charkowie, następnie służył w bazie Południowej Grupy Wojsk na Węgrzech.
W latach 1999–2001 był dowódcą 160 Pułku Czołgów, brał z nią udział w II wojnie czeczeńskiej. Był pierwszym rosyjskim oficerem, którego skazano za zbrodnie wojenne w Czeczenii. Budanowa oskarżono o porwanie, zgwałcenie i zamordowanie w 2000 roku czeczeńskiej osiemnastolatki, Elzy Kungajewej. W lipcu 2003 roku, po dwuletnim procesie, został skazany na 10 lat łagru, degradację i pozbawienie odznaczeń. Były dowódca 58 Armii, Władimir Szamanow, który był w armii przełożonym Budanowa, wspierał byłego podwładnego w czasie procesu, odwiedzał go w więzieniu oraz wystosował petycję ws. zwolnienia więźnia. Zwolnienie warunkowe Budanowa 15 stycznia 2009 roku spotkał się z krytyką organizacji zajmujących się prawami człowieka i rządu Czeczenii. Jego przeciwnicy domagali się także rozwiązania sprawy Czeczenów, których Budanow kazał uprowadzić swoim żołnierzom, a których ciała znaleziono w pobliżu miejsca stacjonowania jego oddziału. Po zwolnieniu ukrywał się na Ukrainie.
10 czerwca 2011 roku został zastrzelony w centrum Moskwy, w której przebywał przejazdem, sześcioma strzałami w głowę przez nieznanych sprawców. Zamachowcy czekali na niego w samochodzie, obok biura notariusza, do którego jechał.
Pogrzeb Budanowa 13 czerwca zgromadził setki osób, w tym wielu wojskowych, nacjonalistów, pseudokibiców i Kozaków. Budanow został pochowany z honorami wojskowymi na cmentarzu miejskim w Chimkach koło Moskwy. W związku z pogrzebem ściągnięto dodatkowe siły policji i wojsk wewnętrznych, które otoczyły cerkiew i cmentarz kordonem bezpieczeństwa.
26 sierpnia 2011 r. jako podejrzany ws. zabójstwa aresztowany został 41-letni Czeczen, Mahomet Sulejmanow.

## Odznaczenia
- Order Męstwa (1999, odebrany w 2003)